# العلاقات الإندونيسية الميكرونيسية
العلاقات الإندونيسية الميكرونيسية هي العلاقات الثنائية التي تجمع بين إندونيسيا وولايات ميكرونيسيا المتحدة.

## مقارنة بين البلدين
هذه مقارنة عامة ومرجعية للدولتين:
| وجه المقارنة                                              | إندونيسيا         | ولايات ميكرونيسيا المتحدة |
| --------------------------------------------------------- | ----------------- | ------------------------- |
| المساحة (كم2)                                             | 1.90 مليون        | 702                       |
| عدد السكان (نسمة)                                         | 263.99 مليون      | 105.54 ألف                |
| الكثافة السكانية (ن./كم²)                                 | 138.94            | 15.03 ألف                 |
| العاصمة                                                   | جاكرتا            | باليكير                   |
| اللغة الرسمية                                             | اللغة الإندونيسية | لغة إنجليزية              |
| العملة                                                    | روبية إندونيسية   | دولار أمريكي              |
| الناتج المحلي الإجمالي (بليون دولار)                      | 1.02 تريليون      | 336.43 مليون              |
| الناتج المحلي الإجمالي (تعادل القوة الشرائية) بليون دولار | 2.85 تريليون      | 365.27 مليون              |
| الناتج المحلي الإجمالي الاسمي للفرد دولار أمريكي          | 3.35 ألف          | 3.02 ألف                  |
| الناتج المحلي الإجمالي للفرد دولار أمريكي                 | 10.52 ألف         |                           |
| مؤشر التنمية البشرية                                      | 0.684             | 0.640                     |
| رمز المكالمات الدولي                                      | +62               | +691                      |
| رمز الإنترنت                                              | .id               | .fm                       |
| المنطقة الزمنية                                           |                   |                           |

## منظمات دولية مشتركة
يشترك البلدان في عضوية مجموعة من المنظمات الدولية، منها:
| علم المنظمة | اسم المنظمة                               | تاريخ انضمام إندونيسيا | تاريخ انضمام ولايات ميكرونيسيا المتحدة |
| ----------- | ----------------------------------------- | ---------------------- | -------------------------------------- |
|             | بنك التنمية الآسيوي                       | 1966                   | 1990                                   |
|             | مؤسسة التنمية الدولية                     | 20 أغسطس 1968          | 24 يونيو 1993                          |
|             | يونسكو                                    | 27 مايو 1950           | 19 أكتوبر 1999                         |
|             | وكالة ضمان الاستثمار متعدد الأطراف        | 12 أبريل 1988          | 11 أغسطس 1993                          |
|             | الأمم المتحدة                             | 28 سبتمبر 1950         | 17 سبتمبر 1991                         |
|             | البنك الدولي للإنشاء والتعمير             | 13 أبريل 1967          | 24 يونيو 1993                          |
|             | الاتحاد الدولي للاتصالات                  | 1949                   | 18 مارس 1993                           |
|             | منظمة حظر الأسلحة الكيميائية              | ?                      | ?                                      |
|             | مؤسسة التمويل الدولية                     | 23 أبريل 1968          | 24 يونيو 1993                          |
|             | المركز الدولي لتسوية المنازعات الاستشارية | 28 أكتوبر 1968         | 24 يوليو 1993                          |

## وصلات خارجية
- موقع وزارة الخارجية الإندونيسية